# Michel Verrault
Michel Verrault is een Canadese shorttrackscheidsrechter.
Tijdens de openingsceremonie van de Olympische Winterspelen 2010 legde hij de Olympische eed namens de jury af. Verrault was viermaal eerder scheidsrechter op het sportevenement, waaronder tijdens de Olympische Winterspelen 1988 in Calgary.